# 박영환 (방송인)
박영환(1965년 4월 9일 ~ )은 전북 남원 출생으로 대한민국의 KBS광주방송총국 총국장이다.

## 학력
- 고려대학교 철학과 (신문방송학과 부전공)
- 전주고등학교
- 남원중학교
- 남원월락초등학교

## 경력
| 연도             | 사항 |
| ---------------- | --- |
| 1991             | KBS 18기 공채 기자 |
| 1993 ~ 1995      | KBS 사회부 기자 |
| 1998 ~ 2001      | KBS 정치부 기자 |
| 2001             | KBS 국제부 기자 |
| 2001 ~ 2003      | KBS 정치부 기자 |
| 2003 ~ 2008      | KBS 1TV KBS 뉴스라인 남자 앵커                                                                                                 |
| 2008 ~ 2010      | KBS 1TV KBS 뉴스 9 남자 앵커                                                                                                   |
| 2011.7           | KBS 미국 로스앤젤레스 특파원                                                                                                   |
| 2014.8           | KBS 보도본부 보도국 사회1부 부장                                                                                               |
| 2015.7           | KBS 보도본부 보도국 국제주간(국장)                                                                                             |
| 2015.12 ~ 2016.5 | KBS 보도본부 보도국 취재주간(국장)                                                                                             |
| 2016.9           | KBS 보도본부 통합뉴스룸 취재주간(국장) <생방송> 일요토론 앵커                                                                  |
| 2017.8 ~ 2018.4  | KBS광주방송총국 총국장 |
| 2018.4 ~ 2020    | KBS 인재개발원 교수 |
| -                | 공영언론 미래비전 100년 위원회 집행위원 한국언론인연합회 이사                                                                  |
| 2020 ~ 2023.4    | KBS시청자센터 시청자미디어부 직원                                                                                              |
| 2023.4           | KBS 퇴사 |
| 2023.5           | <생방송> KBC 박영환의 시사1번지 앵커(월~금 오전 1100~1200) tbc kbc 등 4개 민방 국민맞수 앵커 tbc kbc 등 9개 민방 특별대담 앵커 |
| -                | 대한민국언론인총연합회 이사 |

## TV 방송
| 연도        | 방송사 | 제목            | 담당 | 비고 |
| ----------- | ------ | --------------- | ---- | ---- |
| 2003 ~ 2008 | KBS1   | KBS 뉴스라인    | 진행 |      |
| 2008 ~ 2010 | KBS1   | KBS 뉴스 9      | 진행 | 평일 |
| 2016 ~ 2017 | KBS1   | 생방송 일요토론 | 진행 |      |

## 라디오 방송
| 연도   | 방송사     | 제목                | 담당 | 비고 |
| ------ | ---------- | ------------------- | ---- | ---- |
| 2023 ~ | kbc 마이FM | 박영환의 시사 1번지 | 진행 |      |

## 수상
- 1992년 KBS 사장 보도 특종상 동상(부실시공 우암상가아파트 붕괴)
- 1994년 KBS 사장 보도 특종상 금상(총무원 종권 다툼에 폭력배 동원 최초 확인)
- 1994년 KBS 사장 보도 특종상 은상(자동차 배기가스 검사 조작 현장 확인)
- 1994년 KBS 사장 보도 특종상 은상(호텔 직영 새마을호 특실 식당 세균 우글우글)
- 1994년 한국기자협회 이 달의 기자상(조계종 총무원, 종권 다툼에 폭력배 동원 첫 확인)
- 1995년 KBS 사장 보도 특종상 동상(서울시 혼잡통행료 부과 첫 보도)
- 1997년 KBS 사장 보도 특종상 금상(괌 KAL기 추락사고 현장 생방송 18시간)
- 2006년 KBS 사장 제8회 바른 언어상 보도부문
- 2007년 전북지역 재경 중앙언론인 모임 전언회 자랑스런회원상
- 2009년 한국방송인동우회 바른말 보도상
- 2010년 대한불교조계종 제18회 불교언론문화상 특별상
- 2012년 KBS 보도본부장 이달의 특종상(BBK 가짜 편지 대필자 신명씨 LA공항 단독 인터뷰)

## 참고 사항
- 18기 KBS 공채 기자 입사 이전에 고려대학교 철학과 재학 당시, 1987년 MBC 《퀴즈 아카데미》에서 1회 출연한 적이 있다.